# USS Logic (AM-258)
USS Logic (AM-258) – trałowiec typu Admirable służący w United States Navy w czasie II wojny światowej. Służył na Atlantyku.
Stępkę okrętu położono 27 października 1942 w stoczni American Shipbuilding Co. w Lorain, Ohio. Zwodowano go 10 kwietnia 1943, matką chrzestną była Lt. (jg.) Mary Erbenz USCGR. Jednostka weszła do służby 21 listopada 1943, pierwszym dowódcą został Lt. S. H. Squibb.
Brał udział w działaniach II wojny światowej. Przekazany Republice Chińskiej 28 sierpnia 1945, służył jako „Yung Shun” (AM 44). Skreślony 1 czerwca 1970.